# Île Starokadomski
L'île Starokadomski (en russe : остров Старокадомского, ostrov Starokadomskogo) est située dans la mer des Laptev dans l'Arctique en Russie.
Elle est située à l'extrémité sud-est de l'archipel de la Terre du Nord au nord-est de la péninsule de Taïmyr. Un détroit large de 6 km la sépare de l'île Petit Taïmyr au sud-est.
La longueur maximale de l'île Starokadomski est de 18 km et sa largeur maximale est de 7 km.
Le détroit de Vilkitski est situé au sud des îles Starokadomski et Petit Taïmyr. Les eaux de ce dernier ainsi que celles entourant les deux îles sont recouvertes de glace durant la saison hivernale. Il y a plusieurs blocs de glace qui flottent aussi durant la saison estivale entre juin et septembre.
L'île Starokadomski appartient au kraï de Krasnoïarsk, une division administrative de la fédération de Russie. Elle fait partie de la réserve naturelle du Grand Arctique qui est la plus grande réserve naturelle de Russie et l'une de plus étendue au monde.
L'île Starokadomski fut découverte par Boris Vilkitski en 1913. Elle fut nommée en l'honneur de Leonid Mikhaïlovitch Starokadomski, un des chefs de l'expédition hydrographique de l'océan Arctique.